# Expédition 18 (ISS)
Insigne de la mission
Équipage de l'expédition 18
Chronologie
Expédition 17 Expédition 19
Expédition 18 est la 18e expédition vers la Station spatiale internationale (ISS).
Les deux premiers membres d'équipage, Michael Fincke et Iouri Lontchakov ont décollé le 12 octobre 2008, à bord de Soyouz TMA-13
Expédition 18 est la dernière expédition composée de trois membres, avant que l'équipage de la station passe à six spationautes avec l'Expédition 19.

## Équipage

### Première partie (octobre 2008 à novembre 2008)
- Michael Fincke (2) Commandant
- Iouri Lontchakov (3) Ingénieur de vol 1, Commandant du Soyouz
- Gregory Chamitoff (1) - Ingénieur de vol

### Seconde partie (novembre 2008 à février 2009)
- Michael Fincke (2) Commandant
- Iouri Lontchakov (3) Ingénieur de vol 1, Commandant du Soyouz
- Sandra Magnus (2) - Ingénieur de vol 2

### Troisième partie (mars 2009 à avril 2009)
- Michael Fincke (2) Commandant
- Iouri Lontchakov (3) Ingénieur de vol, Commandant du Soyouz
- Kōichi Wakata (3) - Ingénieur de vol

Le nombre entre parenthèses indique le nombre de vols spatiaux par individu, y compris cette mission.